# Donja Slatina (Leskovac)
Pour les articles homonymes, voir Donja Slatina.
Donja Slatina (en serbe cyrillique : Доња Слатина) est un village de Serbie situé sur le territoire de la Ville de Leskovac, district de Jablanica. Au recensement de 2011, il comptait 224 habitants.
Donja Slatina est située à proximité de la route européenne E75.

## Démographie
| 1948 | 1953 | 1961 | 1971 | 1981 | 1991 | 2002 | 2011 |
| ---- | ---- | ---- | ---- | ---- | ---- | ---- | ---- |
| 213  | 277  | 283  | 273  | 273  | 300  | 300  | 224  |

|  |